# Lordotus bipartitus
Lordotus bipartitus är en tvåvingeart som beskrevs av Joseph Hannum Painter 1940. Lordotus bipartitus ingår i släktet Lordotus och familjen svävflugor. Inga underarter finns listade i Catalogue of Life.